# Dziergowice
Dziergowice, německy Oderwalde a do roku 1931 Dziergowitz, je dvojjazyčná vesnice ve gmině Bierawa v okrese Kandřín-Kozlí v jižním Polsku.

## Historie a popis
První písemná zmínka o vesnici pochází z roku 1274. Vesnice je sídlem sołectwa a má zemědělský a lesnický charakter. Po těžbě písku zde zůstal zatopený písník. Je zde také školka a bilingvní škola, zdravotním středisko, kulturní centrum, lékárna, sportoviště, četné spolky aj. Dopravní spojení zajišťují autobusy a vlaky, kde železniční zastávka Dziergowice leží na trati z Kandřínu-Kozlí do Bohumína. Žije zde asi 1650 lidí.

### Zajímavosti
- Novogotický farní kostel sv. Anny, který byl vysvěcen v roce 1906.
- Sportovní klub Odrzanka Dziergowice zaměřený především na fotbal.
- Hrázděná kaple na hřbitově z roku 1794.
- Pomnik Powstańców Śląskich a hroby padlých během Hornoslezských povstání.
- Restaurace a hotel Nasz Dworek.
- Turistické trasy Szlak Cystersów a Szlak Powstańców Śląskich.

## Galerie

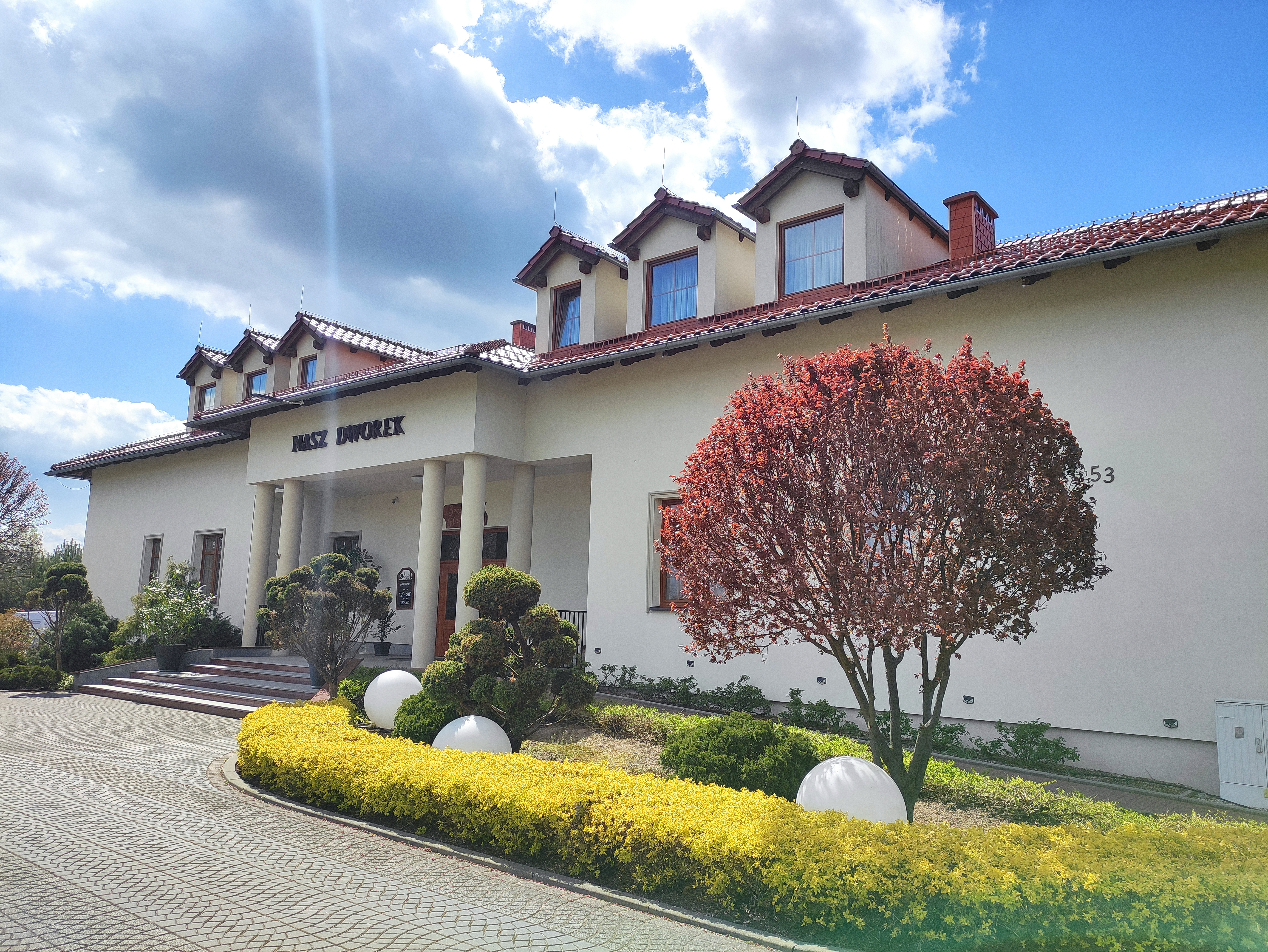
Nasz Dworek (restaurace a rekreační centrum)
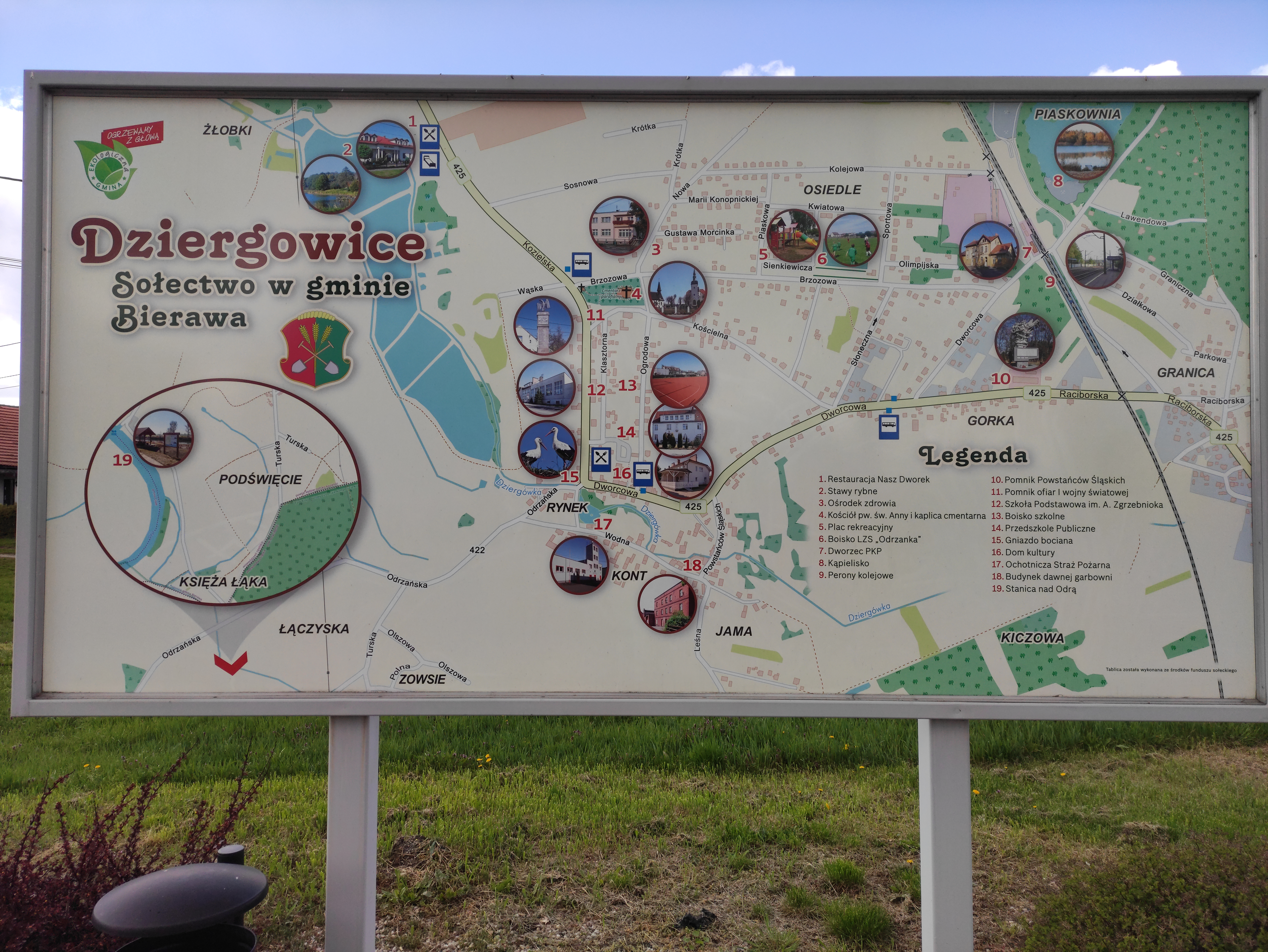
Informační panel ve vesnici
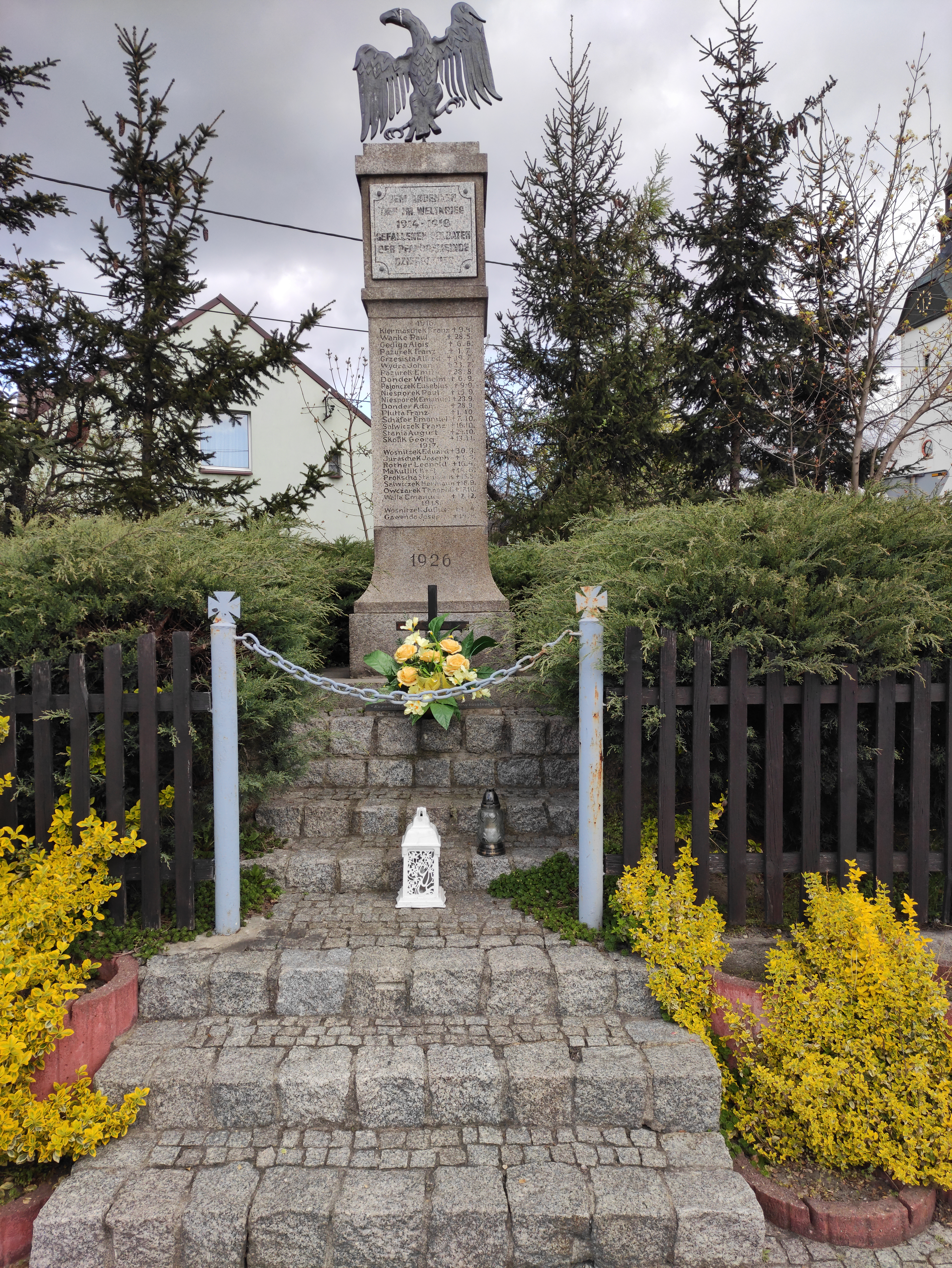
Pomník
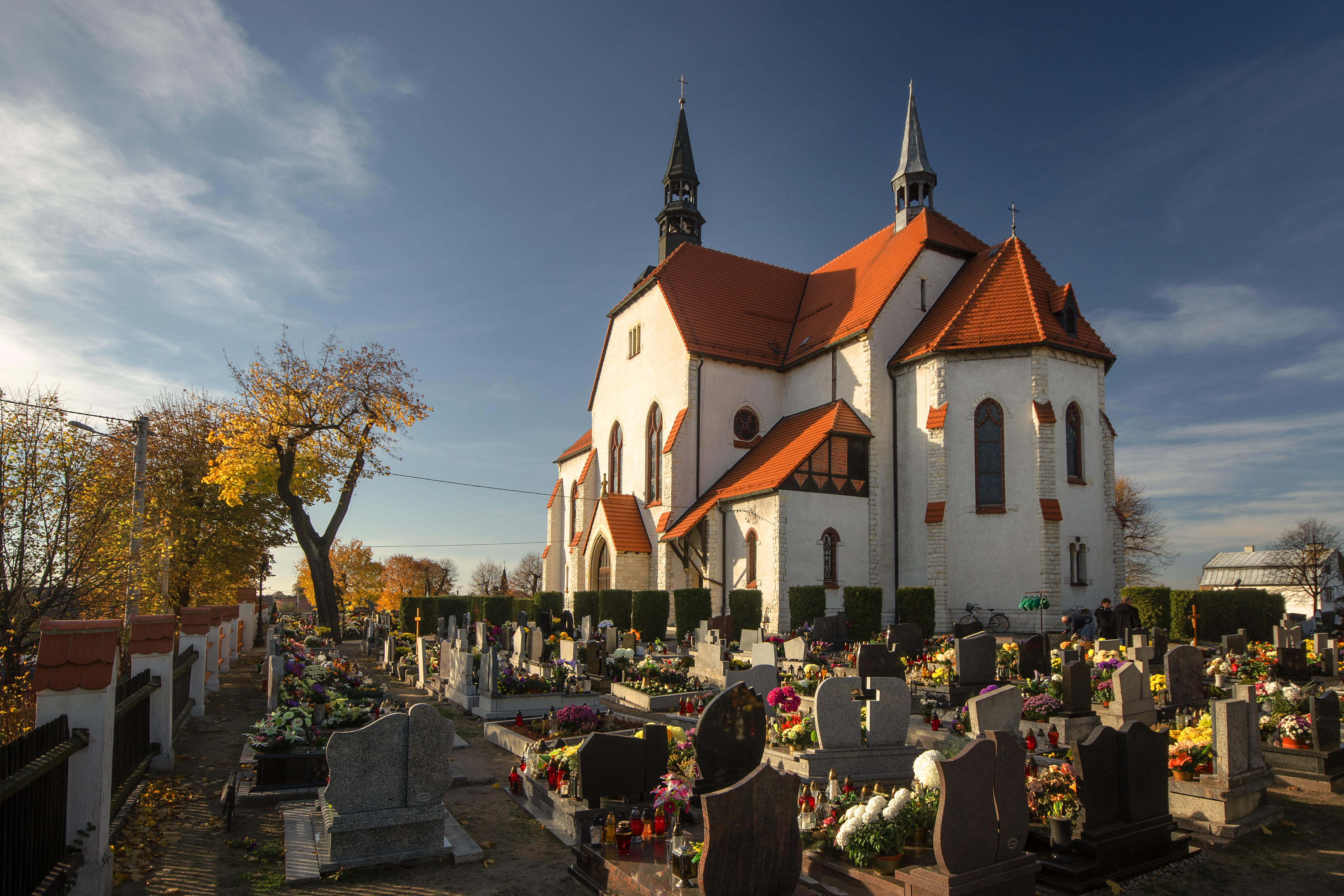
Kostel sv. Anny a hřbitov
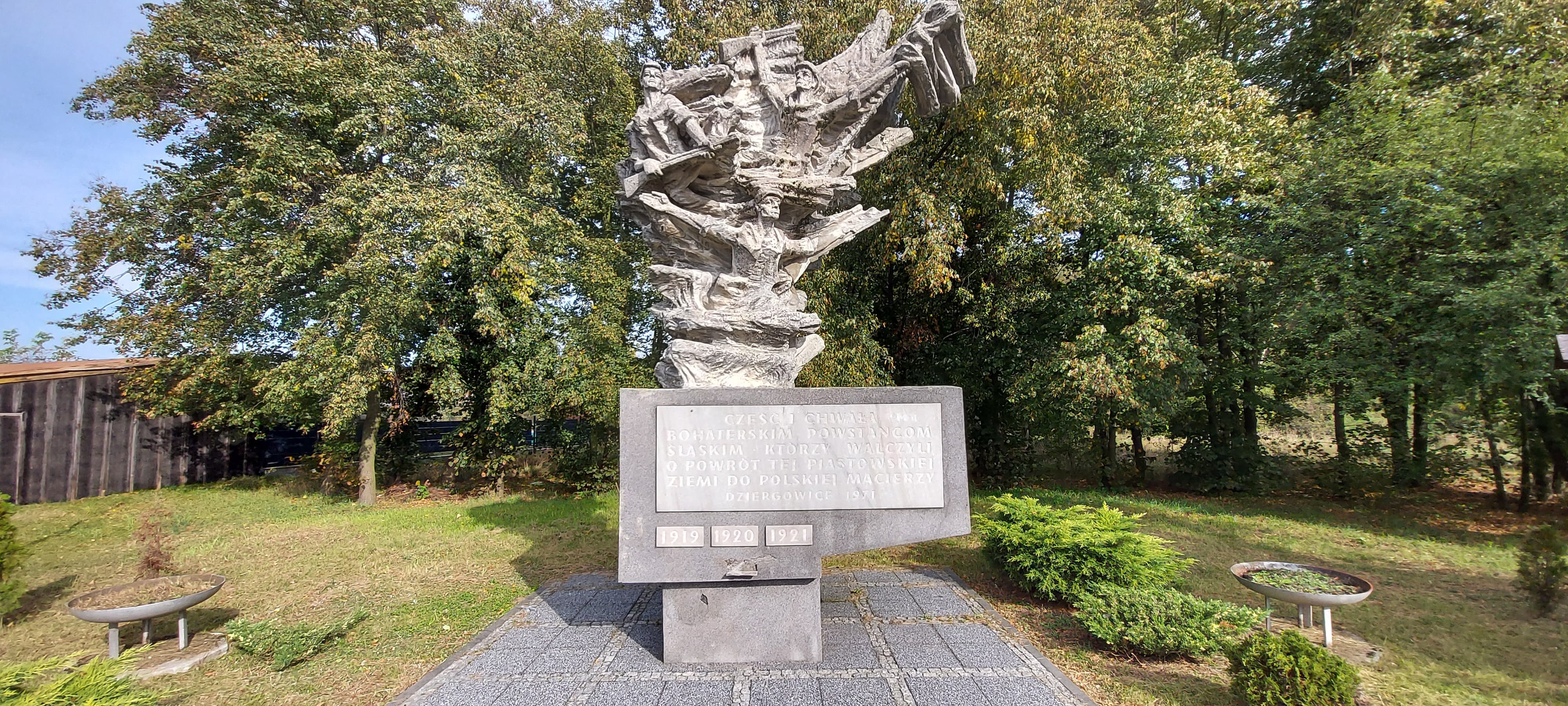
Pomnik Powstańców Śląskich
Erb gminy